# Нисуаз, Микаэль
Микаэ́ль Жозе́ф Нисуа́з (фр. Michaël Joseph Niçoise более известный как Дауд Нисуаз фр. Dawood Nicoise; 19 сентября 1984, Бонди, Франция) — французский и гваделупский футболист, нападающий. Выступал за сборную Гваделупы.

## Карьера

### Детство
Футболом начал заниматься в раннем возрасте в своем родном городе Шель, где он был замечен скаутами от «Осера», но он вместе с двумя братьями Эдди и Джимми Нисуаз в присоединиться к спортивной школе городка Мо, после чего занимался в учебном центре «Пари Сен-Жермен».

### Профессиональная карьера
Дауд начал свою профессиональную карьеру в клубе «Амьен», выпускником чей академии и являлся. Профессиональный контракт был подписан в 2003 году. Однако уже в 2005 году он подписал контракт с бельгийским клубом «Брюссель». После годичного пребывания в турецком «Генчлербирлиги» из Анкары, во время зимнего трансферного окна 2006—2007 годов он вернулся в Бельгию, где подписал контракт с «Мускроном». В 2008 году после нарушения договора он покинул клуб. После успешных сборов он подписал годичный контракт с «Ксамаксом», который выступает в Швейцарской Суперлиге. После «Ксамакса», он перебирается на Кипр в клуб «Этникос» из Ахнаса, где он выступал полгода, после чего в течение 4-х месяцев играл на Реюньон за «Сен-Луи». Затем он присоединился к бельгийском «Турне» из одноимённого города, успешная игра в сезоне, где он забил 14 мячей в 24 матчах не оставила без внимания тренерский штаб «Аль-Масри», один из самых популярных клубов в Египте. Однако клуб испытал серьезные финансовые проблемы, несмотря на его хорошую предсезонку Даудом был расторгнут контракт с клубом «Аль-Масри», перед началом сезона, в результате чего он не провёл ни одного официального матча, болельщики клуба очень трепетно отнеслись к уходу игрока. В 2012 году он подписал контракт с клубом малайзийской Суперлиги ПКНС, где он выступает под номер 7, решение было основано на вере Дауда, так как у него было желание жить в мусульманской стране, в Малайзии мусульмане составляют 65 % населения.

## Международная карьера
Нисуаз дебютировал за национальную сборную Гваделупы на Карибском кубке в декабре 2008 года в матче против сборной Кубы. Он забил в своей второй игре против Гаити.

## Личная жизнь
Принял ислам, взял себе имя Дауд. Имеет двух дочерей.